# Budești (okręg Marmarosz)
Budești – wieś w Rumunii, w okręgu Marmarosz, w gminie Budești. W 2011 roku liczyła 2232 mieszkańców.